# Ricci v. DeStefano
Ricci v. DeStefano est un arrêt de la Cour suprême des États-Unis, rendu en juin 2009 à la suite d'une plainte déposée contre la municipalité de New Haven (Connecticut) par dix-neuf pompiers qui disaient avoir fait l'objet d'une discrimination en matière d'évolution de carrière. 
Les dix-neuf pompiers — dix-sept blancs et deux hispaniques — avaient passé des tests en vue d'être promus à des postes d'encadrement. Les tests avaient été invalidés par les autorités municipales, aucun des pompiers noirs ayant concouru n'ayant obtenu un résultat suffisant pour être promus. Les plaignants estimaient donc s'être vu refuser leur promotion à la suite d'une discrimination raciale. 
La Cour a entendu les parties le 22 avril 2009 et a rendu sa décision le 29 juin de la même année ; par cinq voix contre quatre, elle a estimé que la décision de la municipalité de New Haven de ne pas tenir compte du résultat des tests avait violé le titre VII du Civil Rights Act de 1964. Elle considéra notamment que la municipalité n'avait pas apporté la preuve de la légitimité d'une discrimination positive afin de redresser des inégalités de fait, qui auraient été favorisées par un traitement identique des différents candidats. La Cour suprême a ainsi cassé l’arrêt rendu l’année précédente par la cour d’appel du deuxième circuit dans la même affaire, qui concluait au contraire à tort à la légitimité de la politique de discrimination positive de la mairie.
Fait notable, au moment du jugement de cette affaire par la Cour suprême, la juge à l’origine de la décision de la cour d’appel cassée, Sonia Sotomayor, avait été nommée juge à la Cour suprême par le président des États-Unis Barack Obama et était en attente d’approbation par le Sénat pour sa prise de fonction. La cassation de cet arrêt controversé et l’infirmation de sa position sur une politique de discrimination positive a contribué à alimenter des accusations de racisme antiblanc à son encontre.
- John DeStefano Jr. (en)